# Волонтёр ирландских республиканцев
Волонтёр ирландских республиканцев (англ. Irish republicans volunteer), также известный как просто волонтёр или доброволец (англ. Volunteer, сокращённо Vol.; ирл. Óglach) — термин, используемый для наименования любого члена военизированных организаций ирландских республиканцев, среди которых преимущественно выделяются Ирландская республиканская армия (ИРА) и Ирландская национальная освободительная армия (ИНОА). В гэльском языке такого человека называют Óglach.

## Происхождение термина
В XVIII веке впервые «волонтёрами» или «добровольцами» стали называть местные силы самообороны, которые участвовали в ряде ирландских восстаний (якобитских 1715 и 1745 годов) и сражались на стороне французов во время Семилетней войны. В 1803 году появился термин «Ольстерские добровольцы» (англ. Ulster volunteers), восходящий ещё и к 1760 году.
В 1859 году в Лондоне был образован Ирландский стрелковый добровольческий корпус (англ. The Irish Rifle Volunteer Corps), позднее преобразованный в Лондонских ирландских стрелков. В 1860 году в ответ на развитие волонтёрского движения в Великобритании в Дублине были сформированы Королевские ирландские стрелки-добровольцы. Также считается, что добровольцами числились 1400 ирландцев-католиков, сражавшиеся в армии Папской области во время войн за объединение Италии.
В 1913 году были образованы Ольстерские добровольцы, выступавшие за сохранение союза Великобритании и Ирландии и боровшиеся против ирландских националистов и их политики гомруля. В ответ на это ирландцы создали своё движение добровольцев под названием «Ирландские добровольцы» и вступили в конфликт с юнионистами, а их названием на ирландском стало Óglaigh na hÉireann, что переводилось как «Воины Ирландии».
В сентябре 1914 года произошёл раскол в среде Ирландских добровольцев: 160 тысяч человек ушли в движение «Национальные добровольцы», а под старым названием продолжили сражаться около 12 тысяч человек во главе с Оуэном Макнейлом. Считается, что именно от последних ведёт своё происхождение Ирландская республиканская армия. Все организации, позднее отколовшиеся от ИРА, тем не менее, в знак уважения своих предков называют своих членов «добровольцами» или «волонтёрами», а в ирландском языке себя называют именно Óglaigh na hÉireann. Последнее название является и официальным названием Сил оборон Ирландии.

## Употребление
Сфера использования термина «волонтёр» в истории и культуре Ирландии достаточно широка: чаще всего им называют любого, кто состоит в военизированной группировке ирландского республиканского движения: штабс-капитан официальной ИРА Джо Маккен, убитый в 1972 году, в некрологе был назван «волонтёром» (англ. Volunteer). Однако иногда термином обозначают обычного бойца, не командующего каким-либо отрядом — это звание приравнивается к званию рядового в вооружённых силах (так, Джо Кэхилл на пресс-конференции после ввода британских войск заявил об аресте двух офицеров ИРА, добавив: «Остальные — это волонтёры или, как говорят в Британской Армии, рядовые»), и «волонтёрами» в таком случае называют всех, кто не входил в штаб Командования ИРА или не являлся генеральным квартирмейстером ИРА. Написание слова «volunteer» может быть как со строчной, так и с заглавной буквы. На современных мемориальных комплексах, воздвигнутых в честь погибших сторонников ИРА, пишут обычно Volunteer, Vol. или Óglach.

## Обязанности
Согласно «Зелёной книге», боевому руководству ИРА, роль волонтёра сводится к следующим обязанностям:

Главный приказ номер 1: Обязанности Волонтёра должны быть благоразумно определены командиром подразделения. Волонтёр, который по какой-либо причине не контактирует со своим подразделением в течение трёх месяцев, автоматически перестаёт быть членом армии.
Главный приказ номер 2: Волонтёры, принося армейскую присягу, клянутся выполнять все приказы и распоряжения, отданные Командованием Армии или командующим офицером. В случае, если приказ, отданный имевшим на это основание офицером, не был исполнен, Волонтёр должен быть немедленно отстранён от выполнения своих обязанностей в ожидании расследования дела.